# بول كوكس
بول كوكس (بالإنجليزية: Paul Cox)‏ (6 يناير 1972 نوتنغهام المملكة المتحدة - ) هو لاعب كرة قدم بريطاني يلعب كمدافع.

## وصلات خارجية
بول كوكس على موقع قاعدة بيانات كرة القدم.إي يو (الإنجليزية)
- بول كوكس على موقع Soccerbase.com (لاعب) (الإنجليزية)